# Kanton Leimbach
Der Kanton Leimsfeld war eine Verwaltungseinheit im Distrikt Halle des Departements der Saale im napoleonischen Königreich Westphalen. Hauptort des Kantons und Sitz des Friedensgerichts war die Stadt Leimbach in heutigen Landkreis Mansfeld-Südharz. Der Kanton umfasste eine Stadt, vier Gemeinden und mehrere Weiler, war bewohnt von 3218 Einwohnern und hatte eine Fläche von 0,79 Quadratmeilen. Er ging aus dem magdeburgisch-mansfeldischen Amt Leimbach hervor.
Die zum Kanton gehörigen Ortschaften waren:
- Leimbach
- Burg Öhrner
- Groß-Öhrner
- Siersleben mit Thondorf
- Kloster Mansfeld
- Molmeck
- Rödgen